# Zuan Francesco Venier
Zuan Francesco Venier, mort en 1518, est co-seigneur de Cérigo.

## Famille
Il est fils de Moisé Venier (env. 1412 – env. 1476) et de son épouse (mariée en 1437) Caterina Vitturi, petit-fils paternel de Biagio Venier (mort en 1449) et de son épouse (mariée en 1406) Lucia Contarini, et arrière-petit-fils d'Antonio Venier.

## Mariage et issue
Il épouse, en 1479, Fiorenza Sommaripa, dame de Paros (morte en 1518), avec laquelle il eut deux enfants, Nicolò Venier, seigneur de Paros et Cecilia Venier.